# Луиза Дресер
Луиза Дресер (енгл. Louise Dresser) је била америчка глумица, рођена 5. октобра 1878. године у Евансвилу, а преминула 24. априла 1965. године у Вудланд Хилсу. Номинована је за Оскара за најбољу главну глумицу за улогу у филму Брод пристаје из 1928. године.